# Corporación Nacional Forestal
La Corporación Nacional Forestal (CONAF) es una corporación de derecho privado chilena, dependiente del Ministerio de Agricultura, encargada de administrar la política forestal chilena, fomentar el desarrollo del sector, combatir incendios forestales y administrar áreas silvestres protegidas como parques nacionales y reservas nacionales. Su personal más visible para la comunidad son los llamados brigadistas, que combaten los incendios forestales, y los guardaparques, responsables de las áreas silvestres protegidas.
El 6 de mayo de 2025, el Gobierno de Chile, mediante el Ministerio de Agricultura, promulga la ley que crea el sucesor de la CONAF, el Servicio Nacional Forestal.

## Historia

### Antecedentes: La deforestación delsigloXIX
Ya en el siglo XIX surgen en Chile numerosas voces preocupadas por la situación de deforestación que se observaba en el país.

#### Claudio Gay

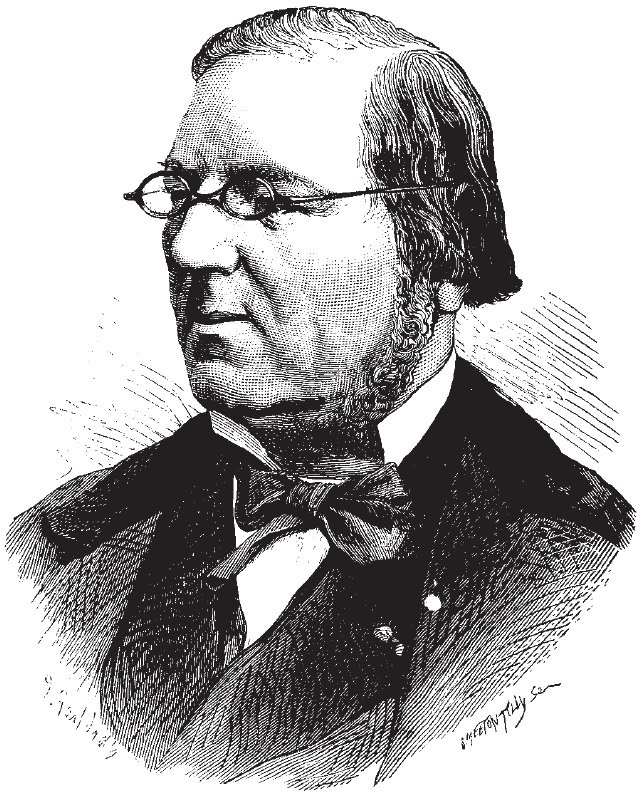
Claudio Gay, pionero que planteó científicamente la problemática forestal en Chile en 1838.

El estudio fundacional en el tema es un informe realizado en 1838 por el naturalista Claudio Gay para el Ministerio del Interior, Sobre las causas de la disminución de los montes de la provincia de Coquimbo. En él, Gay se queja de que «las ordenanzas de la minería autorizan a las minas para cortar (árboles) y destruirlo todo», y observa en la zona analizada sólo remanentes aislados de la población arbórea original.
Al año siguiente Gay, con otros autores (José Miguel Irarrázaval, Manuel Carvallo, Pedro Nolasco Mena, José Vicente Iñiguez, Francisco García Huidobro, Eugenio Cortés y Félix Solar) reunidos por la Sociedad Nacional de Agricultura reiteraron estas preocupaciones en Memoria Económico Legal sobre los bosques..., donde se afirma que «los montes se han cortado en nuestro país sin número ni tasa, sin orden ni medida... de este eterno azote con que se les ha castigado ¿qué podrá esperarse sino la aridez y la devastación? ¿El aspecto que presentan nuestros campos se parece en algo al que ofrecían cincuenta años atrás? Las llanuras de Maipo y la Dehesa, la Punta y lo de Aguirre, pobladas según la historia de espesísimos montes ¿Qué demuestran ahora sino los vestigios de las selvas que en otros tiempos las cubrieron?».

#### Más alarmas de deforestación
Entre otras opiniones en la segunda mitad del siglo XIX, en 1870, Benjamín Vicuña Mackenna aseguraba que: «se está incendiando a Chile en nombre de la agricultura. Se está decretando el desierto en el sur a nombre del trigo, así como en el norte se consumió y decretó a nombre del cobre». Mientras que en 1872 Rafael Larraín Moxó, miembro de laSociedad Nacional de Agricultura, alertaba de la sobrexplotación de la masa forestal por parte de la minería y los hornos de fundición asociados a ella. Larraín aseguraba que a raíz de ese uso no quedaban «más que restos escasos de aquel tesoro inmenso» que alguna vez fueron los bosques entre los ríos Maipo y Copiapó. En 1874, el historiador Carlos María Sayago hacía el mismo diagnóstico respecto al Valle de Copiapó, donde «apenas si quedan (...) unos cuantos de esos añosos árboles».

#### Leyes y reglamentos sin aplicación
En concordancia con esta reiterada preocupación se tomaron medidas algunas legislativas que, sin embargo, no tuvieron en lo inmediato aplicación en la práctica. En 1857, el Código Civil declaró que el «goce del usufructuario de una heredad se extiende a los bosques y arbolados, pero con cargo de conservarlo en un ser, reponiendo los árboles que derribe».
En 1871, se intentó limitar, mediante modificaciones a la Ordenanza de Minería, el derecho de tala indiscriminada que gozaban los mineros, pero el cabildeo de éstos atenuó las restricciones al año siguiente. Para enfrentar el mismo problema, se decretó un Reglamento General de Corta en 1873, mismo año en que Código Penal tipifica el delito de "incendio de bosques". Mientras que un decreto de 1879 se establece el concepto de "Reserva de Bosque Fiscal", pero sin que se implemente.

#### Protección del tamarugal

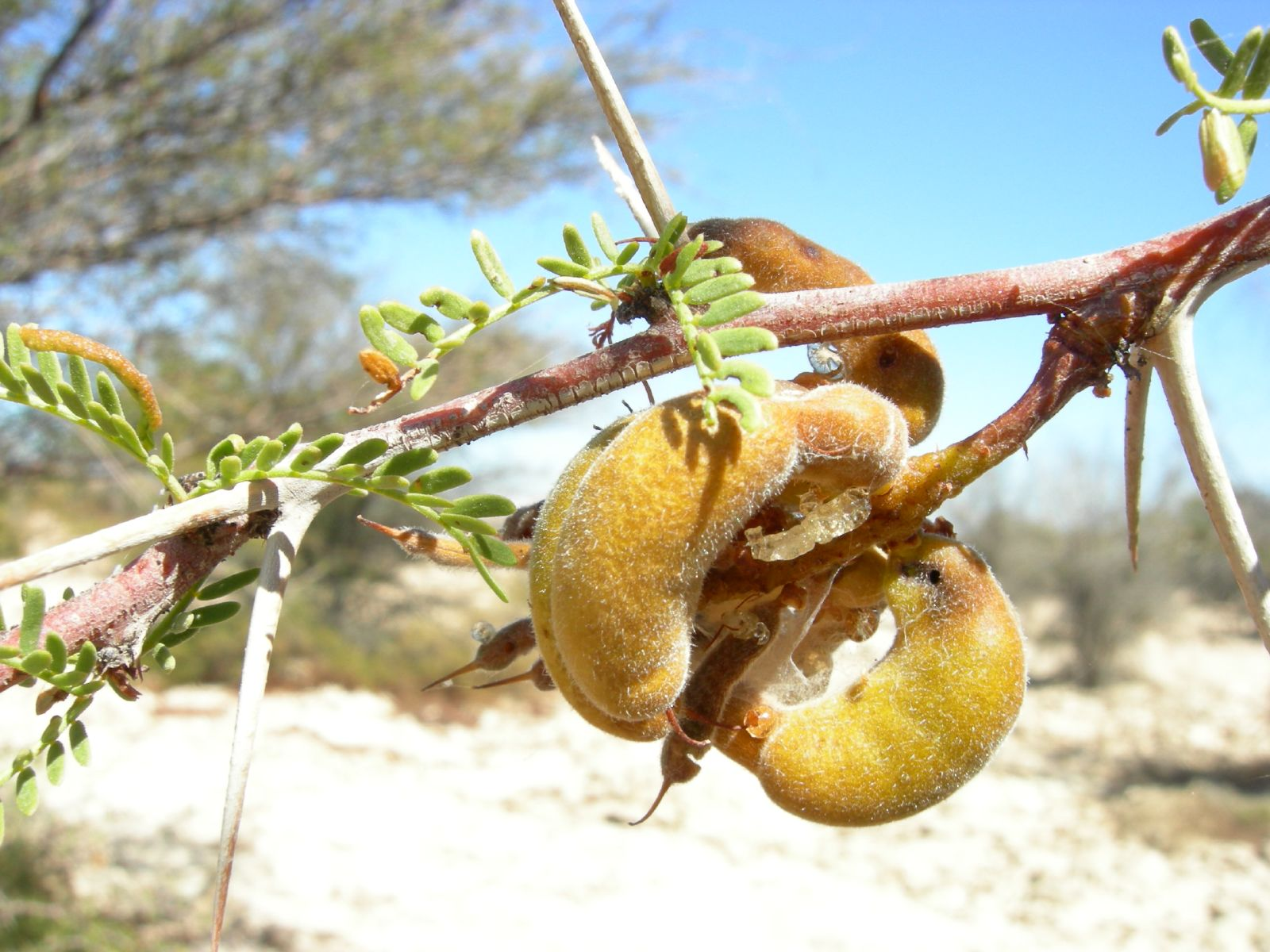
Los bosques de tamarugos (Prosopis tamarugo), una de las especies arbóreas nativas que la CONAF protege en Chile.

Uno de los primeros ecosistemas que intentaron ser protegidos oficialmente en lo que hoy es territorio de Chile fueron los bosques de tamarugos que crecen en medio del Desierto de Atacama, considerado habitualmente el más seco del mundo, gracias al agua proporcionada ocasionalmente por aluviones que bajan cada cierta cantidad de años desde la precordillera y el altiplano de la zona. Estos árboles fueron fuertemente explotados producto del auge de la explotación del salitre.
El gobierno de Perú, que anteriormente ejercía soberanía en Tarapacá, promulgó un decreto el 13 de mayo de 1873 intentando proteger estos árboles, que eran talados para ser usados como leña pero la normativa no fue acompañada de medidas prácticas. El posterior presidente peruano Guillermo Billinghurst, activista o cabildante en este asunto, señalaba en esos años, respecto a un tamarugal ubicado cerca del Salar de Llamara, que «es evidente que con una pequeña vigilancia se habría evitado la destrucción por medio del hacha y el fuego de miles de árboles en el tamarugal llamado Monte de la Soledad». Previo al decreto, Billinghurst encargó en 1872 un estudio sobre la problemática del tamarugal al ingeniero Oton Buchwald, quien propuso el primer proyecto de reforestación y protección de un área silvestre tanto de Perú como de Chile, planteando la reforestación basada en el algarrobo "de toda el área de Canchones y Refresco desde La Tirana a la Huayca-Cumiñalla de norte a sur y de la línea La Calera-Pica-Puquio Núñez a los bordes de los salares de Bellavista y Pintados de este a oeste", considerando el uso local y acotado como leña, proveedor de frutos y forraje, junto con establecer una administración a cargo de un "guardabosques". La disposición legal peruana de 1873, promulgada por Manuel Pardo, establecía una red de protección de estos tamarugales, pero hay antecedentes de que las autoridades locales de Iquique se excusaron ante el gobierno central de Lima de implementarla por dificultades financieras.
Luego de la guerra del Pacífico, las recién instaladas autoridades chilenas continuaron con la misma preocupación. En 1883, Francisco Valdés Vergara, intendente de la provincia, ofició una orden al inspector general de salitreras para que se prohibiera por completo el corte de árboles en la Pampa del Tamarugal. En 1885, debido a que continuaba evidentemente la explotación, un nuevo intendente, Exequiel Fuentes Villarroel, designó al primer guardabosques que oficialmente operó en Chile, Manuel Hidalgo, especialmente encargado de proteger el llamado "Monte de la Soledad", en torno del Salar de Llamara, al norte de Quillagua. Aunque en 1893 Guillermo Billinghurts publicó un libro en Santiago de Chile, en el que, entre otros temas, trataba la falta de protección y la "vasta destrucción" del Monte de la Soledad, que en su opinión se hubiese evitado si se hubiese vigilado su explotación o fiscalizado la venta de leña y carbón en lugares como Guanillos. Cabe señalar tamarugales comenzaron a ser reforestados por un particular en el siglo XX, que los escaso relictos sobrevivientes del "Monte de la Soledad" y el Salar de Llamara recién fueron protegidos en 2013 al ser incorporados dentro del "Sector Cuatro" de la Reserva Nacional Pampa del Tamarugal, cuyos sus restantes sectores habían sido creados previamente en 1987, sobre la base de un proyecto anterior de reforestación particular, y es administrada actualmente por CONAF.

### SigloXX: Federico Albert crea la institucionalidad forestal

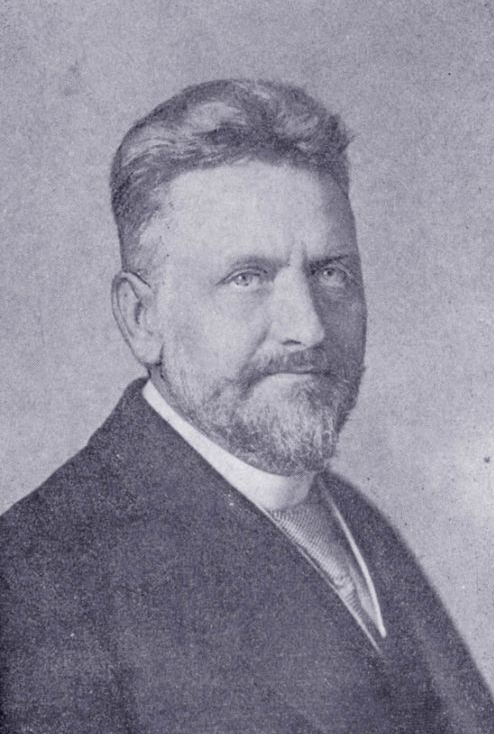
Federico Albert Taupp, gestor de la primera institucionalidad forestal de Chile.

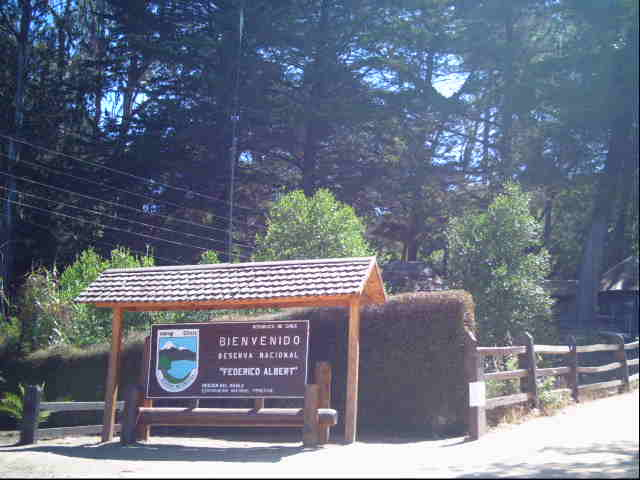
En Chanco se considera que Federico Albert salvó al pueblo del avance de las dunas. Allí el nombre de la Reserva Nacional Federico Albert recuerda su labor de reforestación.

El 10 de octubre de 1900 se creó, bajo la dirección del botánico alemán Federico Albert Taupp, el organismo que sería el punto de partida de la instucionalidad forestal en Chile: la Sección de Ensayos Zoológicos y Botánicos del Ministerio de Industria. Esta oficina se transformó en la Sección de Aguas y Bosques, también dentro del Ministerio de Industria, en 1906. En 1907, siguiendo este mismo impulso, se creó por iniciativa de Albert la Reserva Forestal Malleco, la primera área protegida por el Estado, aprovechando el decreto anterior, de 1879 que había creado legalmente la figura de "Reserva de Bosque Fiscal", pero que no había sido implementado hasta esa fecha. 
Siguiendo a una propuesta hecha por Albert en 1911, en 1912 la anterior sección se transforma la Inspección General de Bosques, Pesca y Caza, alojado en el entonces Ministerio de Industria y Obras Públicas. El ambicioso proyecto original consideraba para esta nueva institución un personal de más de 600 funcionarios entre "conservadores de bosques", silvicultores y numerosos guardabosques, además de dos cargos de inspectores a nivel nacional: uno de "repoblaciones y correcciones" y otro de "reservas y ordenaciones". También en el mismo año de 1912 se crean las nuevas reservas forestales de Villarrica, Llanquihue y Alto Bío Bío. 
El avance logrado por la nueva Inspección General ya era concreto en 1914. Entonces las reservas de bosques fiscales alcanzaron el número de ocho (Malleco, Villarrica, Tirúa, Chiloé, Puyehue, Petrohué, Alto Bío Bío y Llanquihue); también ya estaban activas tres unidades dedicadas a repoblación y contención de dunas (Chanco, Llico y San Antonio); había tres servicios provinciales de fomento de plantaciones forestales (Atacama, San Fernando y Linares) y otros cuatro destinados a la repoblación forestal en suelos áridos, salobres o quebradas (Noguen, El Canelo, Las Tablas y Bosque de Santiago). Los viveros de la Inspección General habían entregado en esa facha ya 63.502 árboles.      
Todas estas iniciativas de Albert, que dejó el cargo y el país en 1915 por problemas de salud, estaban inspiradas por un enfoque conservacionista; alarmado de la deforestación, el avance de las dunas, la erosión y, como derivado de estas situaciones, el daño sobre los recursos hídricos que el botánico alemán diagnosticaba como graves problemas de Chile. Actualmente se le recuerda en el nombre de la Reserva nacional Federico Albert, en Chanco, fruto de su proyecto de detención de dunas. Allí se considera que Albert salvó al pueblo de ser absorbido por el campo dunar.

### Creación de CONAF
La Corporación de Reforestación fue creada el 13 de mayo de 1970 bajo el gobierno de Eduardo Frei Montalva siguiendo el impulso de un anterior “Plan de Reforestación de Colchagua”. Pocos años más tarde, en abril de 1973, el gobierno de Salvador Allende firma un decreto el 19 de abril de 1973 donde se unifica esta y otras reparticiones similares y mediante el cual se aprobó las reformas a los estatutos de la Corporación de Reforestación, siendo la principal restructuración de la corporación cuando integra a su gestión la administración de las Áreas Silvestres Protegidas y la prevención y combate de incendios forestales ese mismo año se modifica el nombre a Corporación Nacional Forestal con el acrónimo actual de CONAF.
Durante el régimen militar, Augusto Pinochet designó a su yerno, Julio Ponce Lerou, casado entonces con María Verónica Pinochet, el cargo de director ejecutivo de CONAF entre 1974 y 1980. Ese mismo año se aprueba el Decreto Ley N.° 701, un polémico bono destinado a las empresas forestales cuyo objetivo era incentivar la plantación y reforestación de árboles y que estuvo vigente hasta 2012.
Julio Ponce Lerou, que anteriormente había administrado un aserradero en Panamá, privatizó complejos madereros y fundos que estaban en manos de CONAF. Además se enajenaron tierras indígenas y campesinas que terminaron siendo entregadas a grandes empresarios forestales, además de subvencionar la masiva plantación de especies exóticas destinadas a la producción de celulosa y papel por parte de la Compañía Manufacturera de Papeles y Cartones, que había sido uno de los pilares de la oposición a Salvador Allende. Al finalizar su gestión pública, Julio Ponce Lerou terminó ostentando la propiedad de numerosos y extensos fundos, incrementando significativamente su propia fortuna personal.
En 1976, la CONAF crea como mascota un coipo llamado Forestín, bautizado con ese nombre unos años después en un concurso infantil realizado en el programa televisivo del Profesor Rossa, en UCV TV, durante la década de 1980.
En 1984, mediante la aprobación de la ley N.° 18.348, se creó la Corporación Nacional Forestal y de Protección de Recursos Naturales Renovables, con el mismo acrónimo de CONAF, asimilando a sus funcionarios bajo el régimen de servicio público, sin embargo fue excepcionada por la misma ley de los preceptos generales o especiales que regulan la administración del Estado, salvo expresa mención. La ley en cuestión nunca entró en vigencia, puesto que nunca se publicó el decreto supremo que disolvería la corporación de derecho privado.
En varias oportunidades se ha criticado que una corporación privada como CONAF tenga mandatos públicos y además se financié con recursos del Estado. Se ha sugerido que este organismo debiera ser completamente público. Por esta razón, en marzo de 2011, bajo la administración del presidente, Sebastián Piñera, se envió al Congreso Nacional un proyecto de ley para transformar a la CONAF en un servicio público bajo el nombre de "Servicio Nacional Forestal". Sin embargo, la propuesta fue rechazada por el Senado en mayo de 2012.
En abril de 2017, nuevamente se presenta un nuevo proyecto al Congreso, esta vez bajo la administración de Michelle Bachelet para crear el Servicio Nacional Forestal como un servicio público.
El 16 de abril de 2025, el Congreso Nacional de Chile aprobó la creación del Servicio Nacional Forestal (SERNAFOR), que dependerá del Ministerio de Agricultura, mientras que el Servicio de Biodiversidad y Áreas Protegidas (SBAP) quedará bajo el Ministerio del Medio Ambiente. Esta nueva institucionalidad fortalece las funciones que antes tenía CONAF, otorgando nuevas atribuciones como el acceso a fuentes de agua y predios afectados sin necesidad de autorización del Estado Mayor Conjunto. El SERNAFOR podrá fiscalizar leyes del sector forestal, actuar como ministro de fe en infracciones, controlar plagas y coordinar políticas de conservación, manejo sustentable y prevención de incendios. Además, deberá elaborar un catálogo obligatorio de especies vegetales con criterios de plantación, conservación y uso eficiente del agua.

## Organización

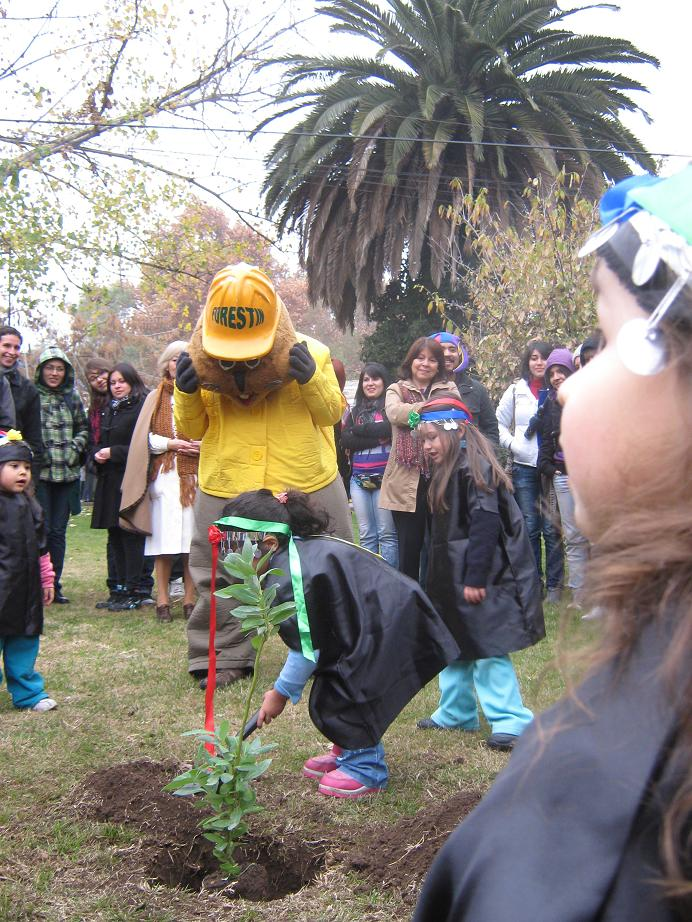
Forestín, la mascota de Conaf con fines de promoción y difusión, acompaña a unos niños preescolares a plantar un canelo, árbol sagrado mapuche, en la sede de la UMCE.

La CONAF es encabezada por un director ejecutivo, que es secundado por un secretario ejecutivo. El director ejecutivo responde de sus actividades a un Consejo Directivo. Esta instancia es encabezada por el Ministro de Agricultura y está integrada por el propio director ejecutivo de CONAF, el ministro del Medio Ambiente, el director nacional del Servicio Agrícola y Ganadero, el director nacional del INDAP, dos representantes de la CORFO, dos "representantes del sector privado agrícola" y un representante de los trabajadores de la CONAF.   
El director ejecutivo es asesorado por una fiscalía interna, un jefe de gabinete y una Secretaría de Comunicaciones. De este cargo dependen las diversas gerencias de la CONAF:
- Gerencia de Fiscalización y Evaluación Ambiental;
- Gerencia de Bosques y Cambio Climático;
- Gerencia de Protección contra los Incendios Forestales;
- Gerencia de Áreas Silvestres Protegidas;
- Gerencia de Finanzas y Administración;
- Gerencia de Desarrollo de las Personas (personal).

También dependen del director ejecutivo las 15 direcciones regionales y una oficina provincial especial para la Isla de Pascua, que realizan el trabajo de la institución a nivel local.
A su vez, el secretario ejecutivo es responsable de las siguientes áreas:
- Unidad de Auditoría Interna.
- Programas de Empleo: programas especiales, específicos o de emergencia, destinados a dar trabajo de forma masiva a fuerza laboral cesante o desocupada, ubicándolas en tareas de reforestación y similares.
- Unidad de Asuntos Indígenas.
- Secretaría de Relaciones Internacionales.[20]

### Directores Ejecutivos de CONAF
| Nombre | Nombre                                  | Años                                           | Presidente de Chile                    | Observación |
| ------ | --------------------------------------- | ---------------------------------------------- | -------------------------------------- | --- |
|        | Rodrigo Illesca Rojas (Subrogante)      | 12 de junio de 2025 - En el cargo              | Gabriel Boric                          | Ingeniero forestal y funcionario de CONAF desde 1999. Ha desempeñado funciones en arborización urbana, extensión forestal, evaluación de planes de manejo y revisión de proyectos ambientales. Entre los años 2022 y 2025, se desempeñó como Director Regional de CONAF de la Región Metropolitana de Santiago. Desde el 23 de mayo de 2025 y hasta el 12 de junio de 2025 se desempeñó como Subdirector Ejecutivo de CONAF. En el marco de la renuncia voluntaria de la autoridad anterior, el Sr. Illescas es nombrado como autoridad maxima subrrogante de institución. |
|        | Aida Roxanna Baldini Urrutia            | 12 de septiembre de 2024 - 12 de junio de 2025 | Gabriel Boric                          | Ingeniera Forestal de la Universidad Austral de Chile, trabaja en la institución desde 1992 y se desempeñó como Gerenta de Protección Contra Incendios Forestales de CONAF entre 2018 y 2022. Renuncia a su cargo ante las demandas de los sindicatos de CONAF. |
|        | Cristian Leonardo Little Cárdenas       | 29 de marzo de 2022 - 12 de septiembre de 2024 | Gabriel Boric                          | Ingeniero Forestal (2002), Magíster en Ciencias mención Recursos Forestales (2005) y Doctor en Ciencias Forestales (2011) de la Universidad Austral de Chile. Exvicepresidente de Fundación FORECOS |
|        | Carmen Paz Medina Parra (Interina)      | 18 de marzo de 2022 - 29 de marzo de 2022      | Gabriel Boric                          | Abogada con Estudios Avanzados en Doctorado en Derecho Fundamentales y Filosofía Jurídica, por la Universidad Autónoma de Madrid, España, y es Diplomada en Derecho Constitucional y Ciencias Políticas del Centro de Estudios Políticos y Constitucionales, de Madrid, España (2002), y Diplomada en Derecho Ambiental, en la Universidad de Chile, Santiago (2019) |
|        | C. Rodrigo Munita Necochea              | 2020 - 2022                                    | Sebastián Piñera                       | Ingeniero Forestal y Licenciado en Ingeniería Forestal de la Universidad Austral de Chile además de MBA en Administración de Empresas con estudios de postítulo como Experto Profesional en Prevención de Riesgos |
|        | José Manuel Rebolledo Cáceres           | 2018 - 2020                                    | Sebastián Piñera                       | Ingeniero Forestal de la Universidad de Talca, Magister en Administración y Economía de Empresas de la Universidad de Concepción, Diplomado en Estrategia y Gestión RSE de la Universidad Alberto Hurtado |
|        | Aida Roxanna Baldini Urrutia (Suplente) | 2018                                           | Sebastián Piñera                       | |
|        | Aarón Reginaldo Cavieres Cancino        | 2014 - 2018                                    | Michelle Bachelet                      | Ingeniero Forestal de la Universidad de Chile, Magíster de la Universidad de Wisconsin-Madison |
|        | C. Eduardo Vial Ruiz-Tagle              | 2010 - 2014                                    | Sebastián Piñera                       | Gerente de MASISA S.A. y ex-Director Regional de Corporación Chilena de la Madera en la Región de Los Lagos. |
|        | M. Catalina Bau Aedo                    | 2006 - 2010                                    | Michelle Bachelet                      | Ingeniera comercial de la Universidad de Chile, especialista en diseño e implementación de políticas públicas en el área de gestión económica, fundadora del Sistema de Alta Dirección Pública, y quien fue presidenta del Consejo de la Alta Dirección Pública, y directora del Servicio Civil. |
|        | Carlos Adrián Weber Bonte               | 2000 - 2006                                    | Ricardo Lagos                          | Ingeniero Forestal |
|        | S. Cristian Palma Arancibia             | 1998 - 2000                                    | Eduardo Frei Ruiz-Tagle                | Ingeniero Agrónomo de la Pontificia Universidad Católica de Chile con especialización en Economía y con un máster en Economía en la Universidad de Georgetown |
|        | José Antonio Prado Donoso               | 1994 - 1998                                    | Eduardo Frei Ruiz-Tagle                | Ingeniero Forestal de la Universidad de Chile y Magíster en Silvicultura en la Universidad Estatal de Nueva York |
|        | Juan Alfonso Moya Cerpa                 | 1992 -1994                                     | Patricio Aylwin                        | Ingeniero Forestal. |
|        | Juan Franco de la Jara                  | 1989 - 1992                                    | Patricio Aylwin                        | Ingeniero Forestal de la Universidad de Chile. |
|        | Iván Castro Poblete                     | 1980-1989                                      | Junta de Gobierno de Chile (1973-1990) | Licenciado en Ciencias Económicas y Sociales, Contador Público e Ingeniero Comercial de la Universidad de Chile. |
|        | Jaime Contesse González                 | 1979 - 1980                                    | Junta de Gobierno de Chile (1973-1990) | |
|        | Julio César Ponce Lerou                 | 1974 - 1979                                    | Junta de Gobierno de Chile (1973-1990) | Ingeniero Forestal y empresario. |
|        | José Ignacio Leyton V.                  | 1973 - 1974                                    | Junta de Gobierno de Chile (1973-1990) | |
|        | G. Homero Altamirano Aravena            | 1973                                           | Salvador Allende                       | |
|        | Guillermo Hugo Julio Alvear             | 1971-1973                                      | Salvador Allende                       | Director de la Corporación de Reforestación hasta el 19 de abril de 1973 donde se crea la Corporación Nacional Forestal (CONAF) |
|        | José Miguel Llodrá Ramsay               | 1970 - 1971                                    | Salvador Allende                       | Director de la Corporación de Reforestación |

### Cuerpo de Guardaparques
La CONAF, para administrar y cuidar su red de 101 áreas silvestres protegidas, además de educar al público que los visita, recurre al Cuerpo de Guardaparques que, aunque ya estaba activo desde mucho antes, fue denominado con ese nombre en 1999. El Cuerpo cuenta con una fuerza estable de 432 personas, a los que suman en las temporadas de alta afluencia de público (verano austral) varios cientos de "guardaparques transitorios". En el año 2013 la cifra de "guardaparques transitorios" fue de 419. Eventualmente estos funcionarios son apoyados también por otros trabajadores de la CONAF, miembros de comunidades indígenas locales o grupos de colaboradores voluntarios.

#### Historia de los guardaparques en Chile
Aunque CONAF reconoce el año 1914 como el inicio del oficio de empleado público encargado de la protección de un área silvestre (actualmente llamado guardaparque), el historiador Mario Zolezzi publicó en 1993, en una investigación sobre la explotación y protección de los tamarugales, la constancia de que un primer «guardabosque» chileno en realidad fue designado 29 años antes, el 20 de mayo de 1885, por el intendente de la provincia de Tarapacá, Exequiel Fuentes Villarroel. Esta autoridad designó oficialmente como "guardabosque" a Manuel Hidalgo, encargándolo de proteger y evitar la sobreexplotación del llamado Monte de la Soledad, un bosque de tamarugos y otros algarrobos (Prosopis alba, Prosopis chilensis y Prosopis strombulifera), en el Salar de Llamara, a pocos kilómetros al norte de Quillagua.

##### Otros antecedentes
El mismo año, la Sociedad de Fomento Fabril publica una memoria sobre la ausencia de una ordenanza que permitiera hacer operativas las normas de protección ambiental que ya existían en el Código Civil, y que creará y regularizará los cargos de guardabosques y guardacostas (encargados de fiscalizar la extracción pesqueros, que también llaman guarda-pescas), llamando a que esas labores que fueran complementados con estudios especializados y de largo aliento para establecer periodos de veda de caza y pesca en la épocas "de la incubación o reproducción".
Se puede agregar, aparte del guardabosque Hidalgo en Tarapacá, que existen otro caso consignados de ejercicio público del oficio de protección de un espacio silvestre en documentos oficiales del siglo XIX; el de Lorenzo 2° Gómez, registrado como "guarda-bosques" empleado por la Inspección General de Colonización en Victoria, con un sueldo de 40 pesos en 1889.
Desde 1911, Federico Albert ya reclamaba la creación de una "Inspección General de Bosques, Caza y Pesca", argumentando la necesidad de guardabosques "no sólo par impedir los incendios en las propiedades fiscales, que a veces han llegado hasta Argentina, sino que para proteger los establecimientos mismos". Albert señalaba en esa fecha que esas labores alguna vez habían sido cumplidas esporádicamente por el Regimiento de Carabineros, pero cuando escribía ya no las realizaba nadie de manera orgánica.

##### 1914: Manuel Alvarado Escorza, en la institución de la que deriva la CONAF

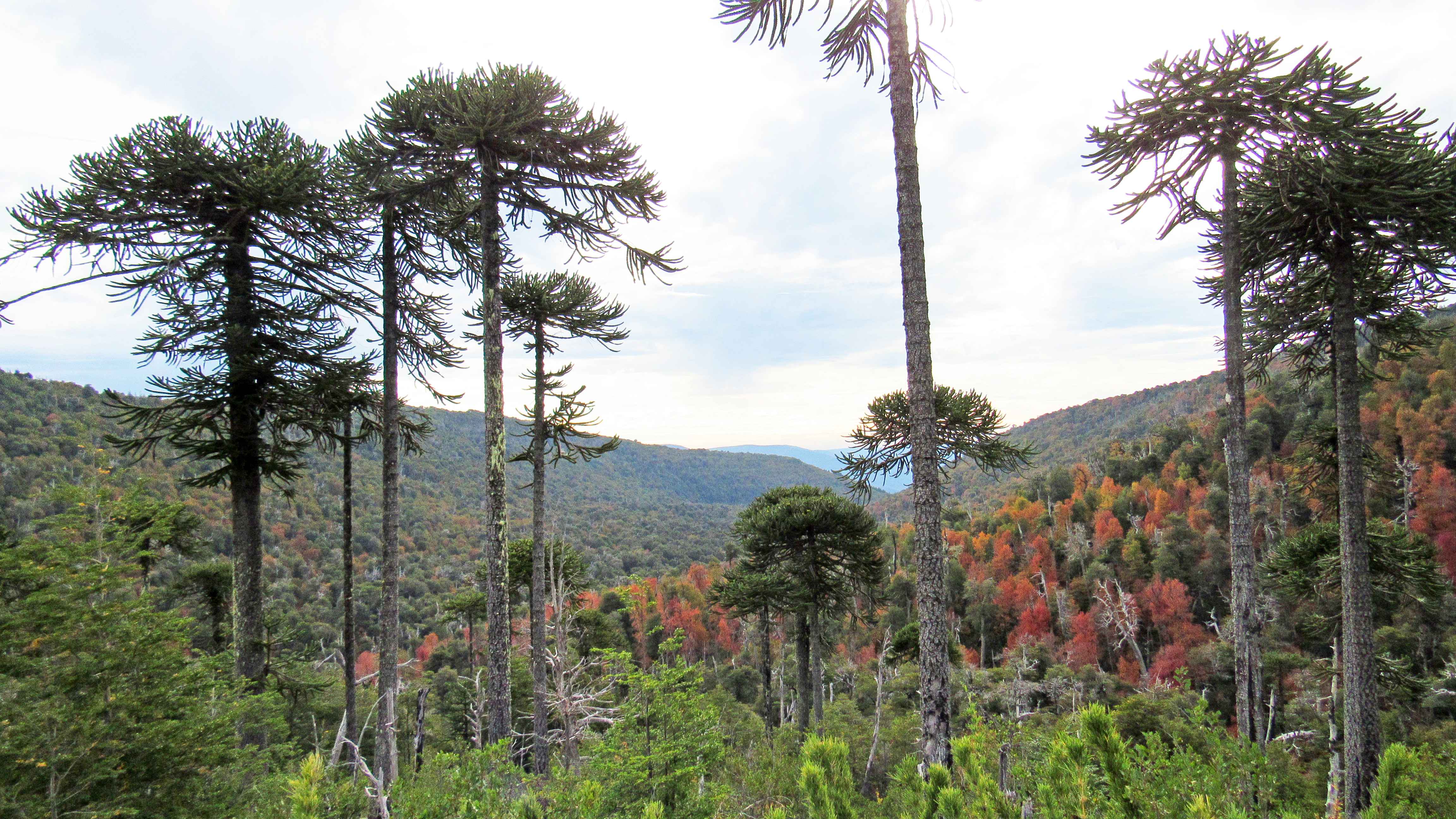
Reserva Nacional Malleco, Región de la Araucanía, Chile.

En 2014, Conaf conmemoró los 100 años de servicio de los guardaparques en Chile. Se recordó al primer guardaparque, el Mayor del Ejército de Chile, don Manuel Antonio de Alvarado Escorza, quien participó en la Revolución de 1891, sirviendo en las batallas de Concón y La Placilla. Tras su retiro del Ejército en 1910, fue designado como el primer administrador de la Reserva Nacional Malleco en 1914, tras la creación legal de la reserva en 1907 mediante el Decreto N.º 1.540 del Ministerio de Relaciones Exteriores. Esta área silvestre protegida se convirtió en la primera de Chile y América Latina, la tercera de América y la novena a nivel mundial. Durante su gestión, Alvarado enfrentó importantes desafíos, entre ellos la protección de los bosques, la prevención de incendios y el combate contra la tala ilegal. Ocupó este rol hasta aproximadamente el año 1930 y es considerado el precursor de los actuales guardaparques en Chile.

##### 1971: Guardaparques implementan programas interpretativos
En 1971, cuando estaba gestándose el cambio institucional que daría origen a la CONAF, se delinearon los primeros "programas interpretativos" del país; uno pensado para el Parque Nacional Vicente Pérez Rosales (G. Watterberg) y otro para el Parque Nacional Puyehue (Cony y Gregory Lovelady). Primero se implementó este último plan, de forma que se estableció en Puyehue el primer Centro de Visitantes, en el sector Aguas Calientes, con exhibiciones, maquetas, paneles informativos, mesón de información, entrega de material impreso y realización de charlas educativas. A este centro se agregaron "senderos interpretativos", miradores, anfiteatros naturales, caminatas guiadas por guardaparques, señalética y casetas de información. Todas éstas son prácticas que se generalizaron con el correr de las décadas y forman parte del característico quehacer actual de los guardaparques de la CONAF.
En 1974, en el Parque Nacional Puyehue, sector Aguas Calientes, se incorporó a CONAF la primera guardaparque mujer registrada en áreas silvestres protegidas por el Estado de Chile, Mirla Carrasco Kahler, principalmente encargada de realizar charlas educativas con apoyo de grabaciones y diaporamas. En el 2014 se contabilizaban 32 guardaparques de género femenino.
En 1975 ya se replicaban prácticas de interpretación en el antiguo Parque Nacional Monte Balmaceda (actual Parque Nacional Bernardo O'Higgins), con un viaje guiado de acercamiento en barco por el Seno Última Esperanza como introducción a temas de Glaciología para los visitantes.
Hasta el año 1976, los brigadistas estaban compuestos principalmente por estudiantes voluntarios, que no percibían ingresos por su labor. A partir de ese año comenzaron a recibir ingresos a través del Plan de Empleo Mínimo, para posteriormente regularizar la situación del brigadista con sueldos normales.

##### En busca de reconocimiento legal
En el 2013, representantes de los guardaparques enviaron una carta a la Presidencia de la República solicitando la creación a nivel legal de la figura del guardaparque y su cuerpo, con legislación que especifique roles, funciones, potestades públicas y un estatuto laboral propio.

### Brigadas forestales

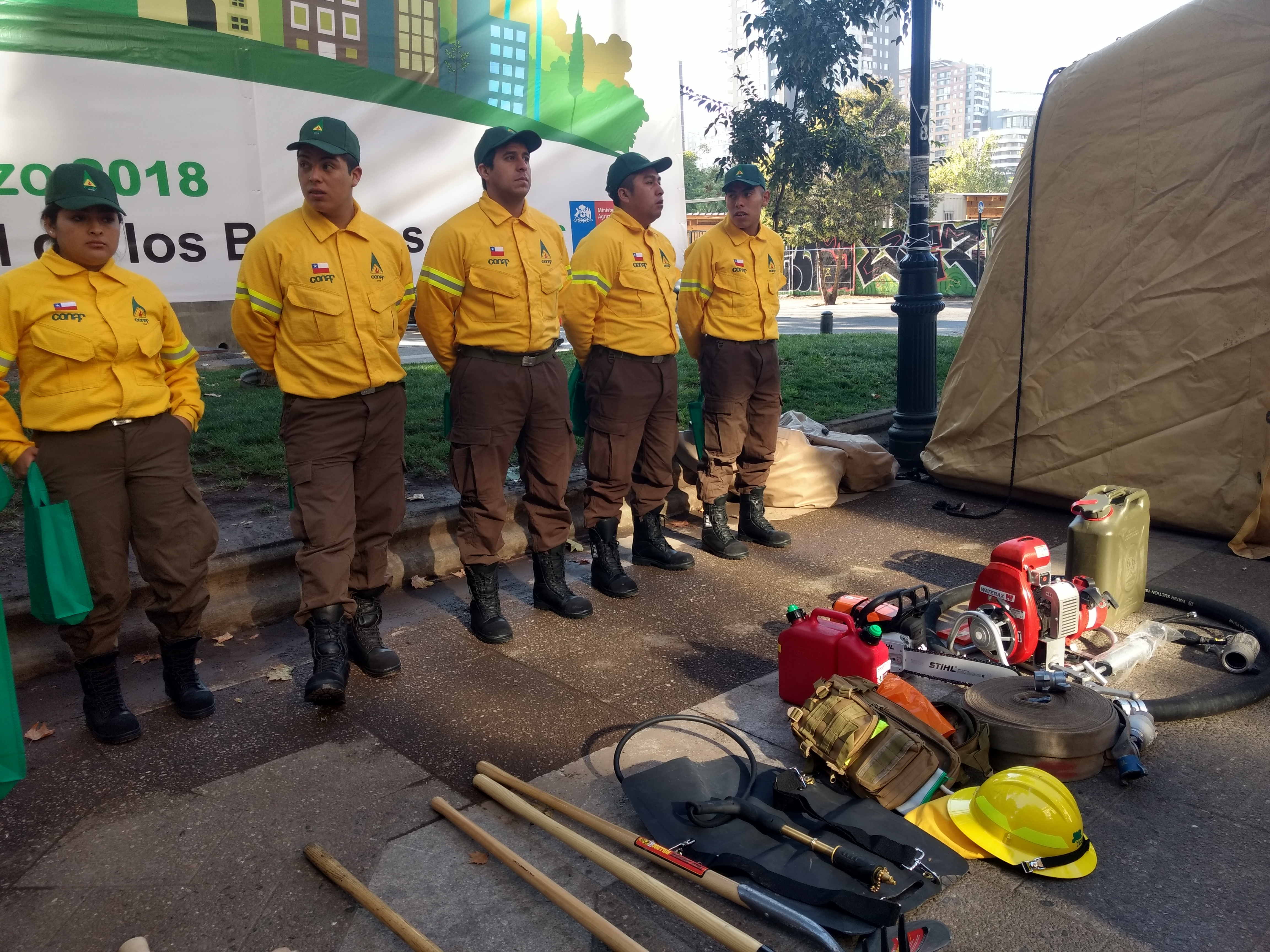
Brigadistas de la CONAF y algunas de sus herramientas de trabajo.

Según cifras de abril de 2014, la CONAF contaba para el control de incendios con un total de 136 brigadas forestales. De éstas, 17 son de "tipo móvil" y otras 3 son brigadas asociadas a un área silvestre protegido en particular. De acuerdo a datos publicados en marzo del 2013 (cuando el número de brigadas era 120), a esa fecha había unos 1.500 brigadistas en la institución, a los que se sumaban despachadores, radioperadores, asistentes técnicos, observadores de torres de detección y otro personal de apoyo que totalizaban 2.160 personas dedicadas al combate de incendios.
Habitualmente cada brigada cuenta con un jefe, dos jefes de cuadrilla y dos cuadrillas de alrededor de siete hombres cada una, pero estos números son variables y la organización puede ser otra según el caso y condiciones particulares. 
Muchos de los brigadistas son temporales y se encuentran movilizados sólo durante la temporada local de incendios forestales (verano austral), de manera que durante la temporada libre (invierno austral) algunos de ellos, debido a su experiencia técnica, son contratados para trabajar en los incendios de países de clima mediterráneo del Hemisferio Norte, como Portugal o España.
Las brigadas de Conaf son apoyadas en ocasiones de emergencias especial por brigadas forestales temporales que son activadas en las fuerzas armadas chilenas, o, eventualmente, por brigadas particulares de empresas forestales. Cuando los incendios representan peligro para poblaciones e infraestructura humana, las brigadas de Conaf trabajan en coordinación y apoyo con los cuerpos de bomberos voluntarios locales. 
Las operaciones aéreas de combate del fuego se realizan con una escuadrilla de 7 aeronaves propias de Conaf, a las que se suman otros aparatos particulares que son contratadas por la institución. 
La CONAF contabiliza oficialmente 27 "mártires", fallecidos en labores de extinción de incendios forestales, entre brigadistas y personal aéreo.

#### Cargos operacionales
| Cargos en una Brigada Forestal de Conaf |
| --------------------------------------- |
| Jefe de brigada                         |
| Jefe de cuadrilla                       |
| Operador de motobomba                   |
| Operador de motosierra                  |
| Combatiente                             |
| Encargado de primeros auxilios          |
| Ayudante de primeros auxilios           |
| Encargado de herramientas               |
| Ayudante de herramientas                |
| Radioperador                            |

## Equipamiento

### Vehículos
| Vehículo                        | Origen                    | Codificación                   | Total | Fecha de incorporación (Comentarios) | Foto |
| ------------------------------- | ------------------------- | ------------------------------ | ----- | --- | ---- |
| Ford Ranger                     | Bandera de Estados Unidos | Unidad de mando y control.     | 8     | 8/8/2015 - Conaf adquirió ocho vehículos de mando y control, con una inversión cercana a los 25 millones de pesos por cada unidad                                  |      |
| Iveco Daily (Cuarta generación) | Bandera de Italia         | PUMA                           | 7     | Estos vehículos significaron una inversión total de $452 millones del Presupuesto 2015 de la institución, con un costo por unidad de $65 millones aproximadamente. |      |
| Dodge RAM 5500                  | Bandera de Estados Unidos | Primera Intervención (PC CODE) | 6     | Carrozado en EE. UU., equipado con Bomba Hale HPX 75, estanque de 1500 litros, estanques auxiliares de Espuma y Retardante y Manguerin Booster                     |      |

### Aeronaves
| Aeronave                              | Origen                                | Tipo                                  | Versiones en servicio                            | Capacidad | Total                                 | Fecha de incorporación (comentario) | Foto de referencia |
| Aeronaves de combate de incendios (7) | Aeronaves de combate de incendios (7) | Aeronaves de combate de incendios (7) | Aeronaves de combate de incendios (7)            | Aeronaves de combate de incendios (7)                                                                                | Aeronaves de combate de incendios (7) | |                    |
| ------------------------------------- | ------------------------------------- | ------------------------------------- | ------------------------------------------------ | --- | ------------------------------------- | --- | ------------------ |
| PZL-Mielec M-18 Dromader              | Bandera de Polonia                    | Avión utilitario / Avión hidrante     | M18B                                             | 2000 litros de capacidad agua / líquido retardante.                                                                  | 3                                     | Desde 2007 (2 en Rodelillo, Valparaíso; 1 en Carriel Sur, Concepción). |                    |
| Air Tractor AT-802                    | Estados Unidos                        | Avión utilitario / Avión hidrante     | AT-802 F especializado en lucha contra incendios | 3.100 litros de capacidad agua / líquido retardante.                                                                 | 3                                     | Desde 2015. |                    |
| PZL W-3 Sokół                         | Bandera de Polonia                    | Helicóptero utilitario                | PZL W-3 A                                        | 1.100 litros de capacidad agua / líquido retardante. Transforte de brigadistas forestales a zonas de difícil acceso. | 1                                     | Desde el 2007 (Permaneció algunos años inactivo por falta financiamiento para operación y pilotos capacitados en Chile para volar este modelo. Su adquisición en estas condiciones fue objeto de polémica e investigación periodística sospechándose un fraude por parte de los intermediarios. Posteriormente fue puesto en operación). |                    |
| ING Robotic Aviation - Serenity       | Bandera de Canadá                     | Avión no tripulado                    | Serenity 1.1                                     | Cámara y sensor infrarrojo                                                                                           | 1                                     | Desde el 2014 (Perteneciente a la empresa iFMS, por licitación presta servicios a Conaf de monitoreo de incendios y faenas forestales ilegales). |                    |

CONAF, además de las unidades reseñadas en las tablas, también arrienda otras aeronaves y vehículos a operadores privados durante cada temporada de incendios forestales para dar abasto a la gran cantidad de emergencias producidas, o para hacer frente a eventos específicos.
Con este fin CONAF arrienda diferentes tipos de aeronaves cada año, estas naves suman habitualmente alrededor de 7 modelos de helicópteros tales como:
| Bell 407                 |
| Bell 222                 |
| Eurocopter AS350 Euceril |
| Agusta A 119 Koala       |
| Bell 205                 |

Aeronaves
| Aeronaves   | Foto |
| ----------- | ---- |
| Air Tractor |      |

En el ámbito de vehículos terrestres que posee CONAF entre (camionetas 4x4 , furgones y motos Honda ) anualmente también arrienda otros vehículos para el transporte de sus brigadas en el combate de incendios forestales , en la actualidad CONAF cuenta con 147 Brigadas en todo el país y entre los vehículos que arriendan son en su gran mayoría furgones Hyundai H-1.

### Equipamiento de brigadas forestales
| Equipo                              | Origen                              | Tipo                                                    | Cantidad Total                      | Nota | Foto de referencia                  |
| Equipamiento de brigadas forestales | Equipamiento de brigadas forestales | Equipamiento de brigadas forestales                     | Equipamiento de brigadas forestales | Equipamiento de brigadas forestales                                                                                       | Equipamiento de brigadas forestales |
| ----------------------------------- | ----------------------------------- | ------------------------------------------------------- | ----------------------------------- | --- | ----------------------------------- |
| Bull-911 H                          |                                     | Casco de combate de incendios                           |                                     | Casco con barbijo construido con plástico térmico                                                                         |                                     |
| Bull R-222                          |                                     | Crubrefaz                                               |                                     | |                                     |
| Respro FB-1                         | Bandera del Reino Unido             | Mascarilla                                              |                                     | Mascarilla filtro de partículas, no es antigases.                                                                         |                                     |
| Camisa ignífuga                     | Bandera de España                   | Tenida de combate de incendios.                         |                                     | Camisa amarilla (norma internacional) con nivel de resistencia a chispas.                                                 |                                     |
| Pulaski o "Azahacha"                |                                     | Herramienta cortafuego de corte y remoción de material. |                                     | Herramienta con cabeza mixta hacha-azadón.                                                                                |                                     |
| Rastrillo McLeod                    |                                     | Herramienta cortafuego de remoción de material.         |                                     | Herramienta con cabeza mixta rastrillo-azadón.                                                                            |                                     |
| Pala                                |                                     | Herramienta cortafuego de remoción de material.         |                                     | |                                     |
| Batidor                             |                                     | Herramienta de apagado de fuego y brazas.               |                                     | Cabeza de caucho flexible con remaches de metal unida a un astil, que se azota para apagar fuego y brazas en pastizales.  |                                     |
| Diversos rozones y hachas           |                                     | Herramientas cortafuego de corte.                       |                                     | |                                     |
| Bomba de espada                     |                                     | Herramienta de aspersión de líquido                     |                                     | Bomba con depósito portátil de 20 litros de agua                                                                          |                                     |
| Antorcha de goteo o "mechero"       |                                     | Equipo cortafuego                                       |                                     | Sirve para quema selectiva de vegetación con mezcla de petróleo-keroseno que se aplica hacia el suelo mientras se camina. |                                     |
| Lanzallamas                         |                                     | Equipo cortafuego                                       |                                     | Aplica por presión mezcla encedida de combustible.                                                                        |                                     |
| Radios y GPS                        |                                     | Equipos de comunicación y posicionamiento               |                                     | Jefes de cuadrilla llevan radios y, en algunos casos, GPS.                                                                |                                     |
| MARK III                            | Bandera de Canadá                   | Motobomba                                               |                                     | Equipo para bombear agua.                                                                                                 |                                     |

## Divulgación
En 2014, Conaf creó una revista de divulgación científica llamada Biodiversidata.